# L'Univers contestationnaire
L'Univers contestationnaire est un essai de Bela Grunberger et Janine Chasseguet-Smirgel paru en 1969. Il présente une analyse du gauchisme de Mai 68.
Par crainte des réactions du public, le livre est publié originellement sous le pseudonyme d’André Stéphane. De fait, il fait dès sa parution l'objet d'une vive polémique.
Sa thèse est que les évènements de Mai 68 constituent un phénomène chrétien de par le refus du père et par un évitement de ce que les psychanalystes nomment le complexe d’Œdipe. 
Le titre fait référence au livre de David Rousset intitulé L'Univers concentrationnaire (publié en 1946 à propos des camps de concentration allemands).